# ابریشم (آلاداغ)
ابریشم (به ترکی استانبولی: Ebrişim) یک منطقهٔ مسکونی در ترکیه است که در آلاداغ، آدانا واقع شده‌است.